# گرایش جنسی

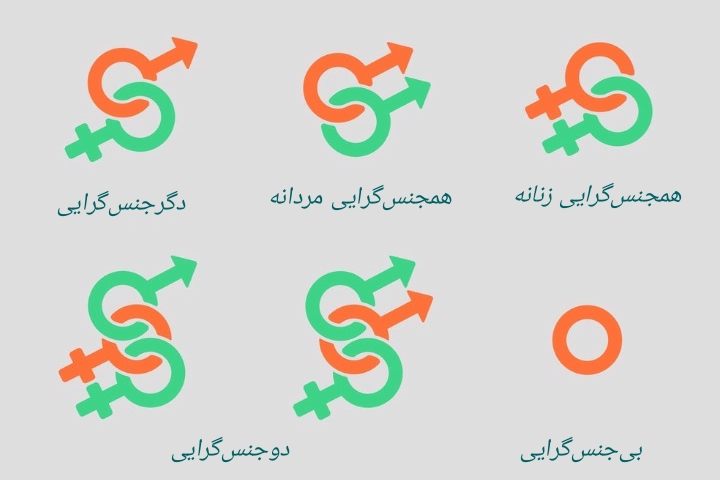
نماد انواع گرایش‌های جنسی

گرایش جنسی یا جهت‌گیری جنسی (انگلیسی: sexual orientation) الگوی پایداری از تمایل جنسی و عاطفی یا عشق (و یا هر دو) است که شخص نسبت به افرادی از جنس مخالف، همجنس، هر دو جنس، یا بیش از یک جنس از خود نشان می‌دهد. انواع این تمایل را عموماً به دسته‌های دگرجنس‌گرایی (گرایش به جنس مخالف)، همجنس‌گرایی (گرایش به همجنس)، دوجنس‌گرایی (گرایش به هر دو جنس) تقسیم می‌کنند و گاهی بی‌جنس‌گرایی (نبودِ تمایل جنسی) نیز در این میان به‌عنوان دستهٔ چهارم محسوب می‌شود.
علت علمی ایجاد انواع مختلف گرایش‌های جنسی هنوز کاملاً درک نشده است، با این حال دانشمندان معتقدند مجموعهٔ پیچیده‌ای از عوامل ژن‌شناختی، هورمونی و محیطی در ایجاد آن تأثیرگذار است. در این میان فرضیه‌هایی که مبتنی بر اهمیت عوامل زیست‌شناختی (مانند عوامل ژن‌شناختی، محیط ابتدایی رحم مادر یا مخلوطی از عوامل ژن‌شناختی و اجتماعی) هستند از مقبولیت علمی بیشتری برخوردارند. بیشتر محققان علمی همچنین بر غیرارادی بودن نوع گرایش جنسی افراد اتفاق نظر دارند. مطالعات طی چندین دهه نشان داده است گرایش جنسی، گسترهٔ پیوسته‌ای است که در یک سوی آن تمایل اختصاصی به جنس مخالف و در سوی دیگر تمایل اختصاصی به جنس موافق وجود دارد و گرایش جنسی اشخاص ممکن است در هر نقطه‌ای میانِ این دو انتها قرار گیرد.

## تعریف و اجزای تشکیل‌دهنده
گرایش‌های جنسی، طبق تعریف، اکثراً از دو بخش تشکیل می‌یابند: یک جزء روانی (مانند سمت و سوی تمایل شهوانی شخص به فرد یا افرادی از جنسیتی مشخص) و یک جزء رفتاری (مانند انجام عمل جنسی با فرد یا افرادی از جنسیتی مشخص). از دیگر عوامل مهم تعیین‌کننده، می‌توان به تعریف و شناخت فرد از گرایش جنسی خود یا به‌اصطلاح هویت جنسی او اشاره کرد.
مفاهیم هویت جنسی و رفتار جنسی رابطهٔ نزدیکی با گرایش جنسی دارند ولی از یکدیگر متمایزند. گرایش جنسی دربرگیرندهٔ خیال‌پردازی‌ها، علایق، و امیال درونی است. هویت جنسی به‌معنای تصوری است که شخص از خود و گرایش جنسی‌اش دارد و خود را آن‌گونه می‌پندارد. رفتار جنسی به این معناست که شخص علی‌رغم گرایش یا هویت جنسی‌اش در عمل با چه شخص یا اشخاصی رابطهٔ جنسی برقرار می‌کند. رفتار جنسی اشخاص همیشه مطابق با گرایش جنسی آن‌ها نیست. افرادی که گرایش جنسی همجنس‌گرایانه دارند ولی هویت جنسی خود را این‌گونه تعریف نکرده‌اند (خود را همجنس‌گرا نمی‌دانند) به‌اصطلاح همجنس‌گرای پستو نامیده می‌شوند. این اصطلاح بیش از اینکه حاکی از گرایش جنسی باشد، نمایانگر جنبه‌ای فرهنگی و یک مرحلهٔ‌گذار در جوامعی محسوب می‌شود که به‌آرامی در حال روبه‌رویی و پذیرش اقلیت‌های جنسی هستند. در مطالعات مربوط به گرایش‌های جنسی، هنگامی که بحث بر سر میزان هماهنگی تمایل جنسی، رفتار جنسی، و هویت جنسی یک فرد با هم باشد معمولاً از عبارت سازگار یا ناسازگار استفاده می‌شود. مثلاً، در مورد زنی که تمایل جنسی به زنان دیگر دارد، ولی خود را همجنس‌گرا نمی‌داند و تنها با جنس مخالف رابطهٔ جنسی برقرار می‌کند، می‌توان گفت که بین گرایش جنسی او (که همجنس‌گرایانه است) و هویت جنسی و رفتار جنسی‌اش (که دگرجنس‌گرایانه است) ناسازگاری وجود دارد.

### جنسیت،تراجنسیتی، همسوجنسی، و سازگاری
معمولاً، نوشتارهای ابتدایی محققان دربارهٔ گرایش جنسی، آن را ذاتاً مرتبط با جنسیت خود شخص می‌دانست. مثلاً این‌طور تصور می‌شد که اگر شخصی از بدن معمول زنانه برخوردار است و به اشخاصی با بدن معمول زنانه تمایل جنسی دارد، قاعدتاً رفتارهایی مردانه بروز خواهد داد و برعکس. این تصور میان بیشتر فرضیه‌پردازان گرایش جنسی از اواسط قرن نوزده تا ابتدای قرن بیستم اشتراک داشت و از بین آن‌ها می‌توان به کارل هاینریش اولریکس، ریچارد فن کرافت، ماگنوس هیرشفلد، هاولاک الیس، کارل یونگ، زیگموند فروید، و همچنین بسیاری از اشخاص همجنس‌گرا با جنسیت‌های مختلف اشاره کرد. با این حال تصور همجنس‌گرایی به‌عنوان یک معکوس شدگی جنسی در همان زمان نیز مورد اختلاف بود، و طی نیمهٔ دوم قرن بیستم، هویت جنسیتی به عنوان مبحثی کاملاً جدا از گرایش جنسی مطرح شد. اشخاص تراجنسیتی یا همسوجنسی ممکن است به مردان، زنان، یا هر دو، تمایل جنسی داشته باشند. هر چند درصد رواج گرایش‌های جنسی مختلف بین دو دسته بسیار تفاوت دارد. یک شخص همجنس‌گرا، دگرجنس‌گرا، یا دوجنس‌گرا ممکن است مردانه، زنانه، یا دوجنس‌گونه باشند. این پندار که «یک دگرجنس‌گرا همواره با تصورات جامعه از مردانگی/زنانگی سازگار است» و «یک همجنس‌گرا همواره رفتاری ناسازگار با جنسیت خود بروز می‌دهد» اینک توسط بسیاری از اعضای جامعهٔ همجنس‌گرایان و حامیان حقوق آن‌ها به‌عنوان تفکری قالبی و غلط در نظر گرفته می‌شود. با این حال، در بعضی تحقیقات، اکثر مردان و زنان همجنس‌گرای مورد مطالعه درجات متفاوتی از ناسازگاری جنسیتی را طی سال‌های کودکی از خود نشان داده‌اند.
امروزه، افراد تراجنسی گرایش جنسی خود را بر اساس جنسیت خود (و نه جنسیت زمان تولد خود) تعریف می‌کنند. برای نمونه یک تراجنسی زن (که در زمان تولد مرد زاده شده ولی از نظر هویت جنسیتی یک زن است) که تنها نسبت به زن‌ها تمایل جنسی دارد، خود را یک لزبین می‌داند. یک تراجنسی مرد که تنها به زنان تمایل جنسی دارد، خود را مردی دگرجنس‌گرا می‌داند.

### روابط متضاد با گرایش
مردان یا زنان همجنس‌گرا ممکن است بنا به دلایل مختلف با اشخاصی از جنس مخالف وارد رابطه شوند. از جملهٔ این دلایل می‌توان به علاقه به تشکیل خانواده به مفهوم سنتی آن، نگرانی از روبه‌رویی با تبعیض و مجازات از سمت خانواده، جامعه و نهادهای مذهبی دانست. بسیاری از دگرباشان گرایش جنسی واقعی خود را از همسرانشان مخفی می‌دارند. بااین‌حال بعضی نیز قادرند علی‌رغم حفظ هویت جنسی خود به عنوان یک دوجنس‌گرا یا همجنس‌گرا، به زندگی مشترک دگرجنس‌گرایانه ادامه دهند. آشکارسازی (به معنای پذیرش و اعلام گرایش جنسی خود به عنوان یک همجنس‌گرا نزد خود و اطرافیان) برای یک دگرباش متأهل و صاحب فرزند عمدتاً با دشواری و چالش بزرگ‌تری همراه خواهد بود.

### سیالیت جنسی
سیالیت جنسی به تغییر یا تغییراتی در میل جنسی یا هویت جنسی شخص گفته می‌شود. این مطلب که آیا میل جنسی در طول زندگی شخص پایدار است یا سیّالیت و تغییرپذیری دارد، امری است که به‌شدت مورد بحث قرار گرفته است. اتفاق آرا بین بیشتر دانشمندان بر آن است که گرایش جنسی، برخلاف هویت جنسی، تابع اختیار یا انتخاب خود فرد نیست. تمایز بین گرایش جنسی و هویت جنسی امر مهمی است که عدم توجه به آن می‌تواند منجر به این تصور گردد که ممکن است گرایش جنسی تغییرپذیر باشد. هر چند بیشترِ دانشمندان به‌طور کلی معتقدند گرایش جنسی معمولاً پایدار و تغییرناپذیر است، ولی هویت جنسی یک شخص (یعنی تصوری که نسبت به گرایش جنسی خود دارد) ممکن است طی زندگی او دچار تحول گردد و در راستا یا برخلاف جنسیت زیست‌شناختی، رفتار جنسی، یا گرایش جنسی واقعی او باشد. بعضی مراجع پزشکی اعلام کرده‌اند که برای بعضی اشخاص گرایش جنسی امری ذاتی، پیوسته یا ثابت در طول زندگی است، برای بعضی دیگر سیّال بوده و طی زمان تغییر می‌کند، اما انجمن روان‌شناسی آمریکا اعلام می‌دارد که باید بین گرایش جنسی (جاذبه‌ای درونی) و هویت جنسی (که ممکن است در هر مقطعی در زندگی فرد دستخوش تغییر شود) تمایز قایل شد. مثلاً، بسیاری از کسانی که گرایش جنسی به همجنس دارند پیش از روند آشکارسازی علایق همجنس‌گرایانهٔ خود را انکار می‌کنند و سعی بر این دارند که وارد روابط دگرجنس‌گرایانه شوند. در صورتی که این افراد تمایلات همجنس‌گرایانهٔ خود را بپذیرند، ممکن است پس از روند آشکارسازی به نظر بیاید که گرایش جنسی آن‌ها تغییر یافته است در حالی که در واقع هویت جنسی آن‌ها دچار تغییر شده است.

## عوامل مؤثر بر گرایش جنسی
دلایل شکل‌گیری انواع مختلف گرایش جنسی هنوز دقیق شناسایی نشده است. تا به امروز، تحقیقات فراوانی برای برآورد تأثیر ژنتیک، فعالیت‌های هورمونی، روندهای رشد و نمو، و تأثیرهای اجتماعی و فرهنگی بر روی گرایش جنسی انجام شده است و بسیاری را به این نتیجه رسانده است که عوامل زیست‌شناختی و محیطی نقشی پیچیده در شکل‌گیری آن بازی می‌کنند. در گذشته تصور می‌شد همجنس‌گرایی نتیجهٔ رشد ناقص روانی ناشی از تجربیات دوران کودکی و روابط آشفته (مانند سوءاستفادهٔ جنسی در زمان کودکی) است ولی اکنون ثابت شده است که چنین تصوری بر پایهٔ اطلاعات غلط و تبعیض‌آمیز شکل گرفته‌بود.

### زیست‌شناسی
تحقیقات عوامل زیست‌شناختی مختلفی را در ارتباط با شکل‌گیری گرایش‌های جنسی شناسایی کرده است که از آن‌ها می‌توان به ژن‌ها، هورمون‌های زمان بارداری، و ساختار مغز اشاره کرد. هیچ تک‌عاملی به‌عنوان تنها علت تنظیم‌کنندهٔ گرایش جنسی شناسایی نشده است و تحقیق در این زمینه همچنان ادامه دارد.
هر چند عمدهٔ محققان معتقدند که عامل ایجاد گرایش‌های جنسی نه یک مورد بلکه ترکیبی از اثرات ژنتیکی، هورمونی، و محیطی است، مدل‌های زیست‌شناختی که در برگیرندهٔ تأثیرات متقابل ژنتیک و محیط ابتدایی رحم در شکل‌گیری گرایش جنسی هستند در محافل علمی مقبولیت بیشتری دارند. دانشمندان معتقدند که نوع گرایش جنسی اختیاری نیست و بعضی نیز معتقدند که در زمان جنینی تعیین می‌شود. این بدان معناست که هیچ شخصی انتخاب نمی‌کند همجنس‌گرا، دگرجنس‌گرا، دوجنس‌گرا یا بی‌جنس‌گرا باشد. هر چند تحقیقات علمی تاکنون از یافتن مدل زیست‌شناختیِ کاملی برای توضیح سبب‌شناسی و روند شکل‌گیری گرایش‌های جنسی موفق نبوده است، بااین‌حال مطالعات علمی تفاوت‌های آماری معناداری در خصوصیات زیست‌شناختی بین همجنس‌گرایان و دگرجنس‌گرایان یافته‌اند و ممکن است علت شکل‌گیری این تفاوت‌ها و علت ایجاد گرایش‌های جنسی یکسان باشد.

#### عوامل ژنتیکی
تحقیقات نشان داده است که ژنتیک بر شکل‌گیری گرایش جنسی افراد نقش دارد. مدارک فراوانی دال بر پایهٔ ژنتیکی همجنس‌گرایی خصوصاً در میان مردان وجود دارد که از طریق مطالعه بر روی دوقلوها به دست آمده است هر چند تفسیر دقیق این نتایج به علت ایرادهایی در طراحی آزمایش تحقیقات موجود، چندان امکان‌پذیر نیست. در گذشته این نقش بسیار پررنگ‌تر تصور می‌شد ولی مطالعات کنونی نقش آن را کمتر از گذشته و در حدی متوسط نشان می‌دهند. علی‌رغم تلاش‌های فراوان، هیچ ژنی که به تنهایی و مستقیماً بر گرایش جنسی تأثیرگذار باشد شناسایی نشده است.

#### هورمون‌ها
نظریهٔ هورمونی جنسیت بیان می‌کند که همان‌طور که قرار گرفتن جنین در معرض بعضی هورمون‌ها موجب تمایز جنسی‌اش می‌شود، هورمون‌ها همچنین بر گرایش جنسی‌ای که جنین بعد از تولد و در دوران بزرگسالی از خود نشان می‌دهد نیز اثرگذارند. هورمون‌های جنینی را می‌توان به‌عنوان عامل اصلی تأثیر بر گرایش جنسی بزرگسالان یا عامل مشترکی که با ژن‌ها و شرایط محیطی و اجتماعی برهم‌کنش دارد در نظر گرفت.
از آنجا که جنین‌های مؤنث دو کروموزوم ایکس و جنین‌های مذکر یک جفت کروموزوم XY دارند، بنابراین کروموزوم Y مسئول است که تمایزهای مربوط به مذکر شدن را در جنینی که تمایزهای جنس مؤنث هنوز در آن ناقص است ایجاد نماید. روند مذکر شدن از طریق هورمون‌های آندروژنی، خصوصاً تستوسترون و دی‌هیدروتستوسترون (DHT) انجام می‌شود. بیضه‌های تازه‌شکل‌گرفته در جنین، مسئول ترشح آندروژن‌هایی هستند که در ایجاد تمایز جنسی جنین در حال رشد (که شامل تأثیر بر مغز جنین نیز می‌شود) همکاری می‌کنند. این منجر به تمایز جنسی بین مذکرها و مؤنث‌ها می‌شود. این واقعیت سبب شده است که دانشمندان در آزمایش‌هایی با روش‌های مختلف پستانداران را طی مراحل جنینی و ابتدای حیات، در معرض سطوح تغییریافتهٔ آندروژن قرار دهند تا نتیجهٔ آن را بررسی نمایند.
شایان ذکر است که هورمون‌های جنسی پس از مرحلهٔ جنینی تأثیری در گرایش جنسی افراد ندارند و پس از تولد، غلظت هورمون‌های جنسی اشخاصی که گرایش‌های جنسی مختلف دارند یکسان است.

#### ترتیب تولد
مطالعات جدید نشان داده‌اند که احتمال همجنس‌گرا بودن مردانی که مادرانشان پیش از آن‌ها پسران فراوانی به دنیا آورده‌اند بسیار بیشتر است. در صورتی که مرد مزبور چپ دست باشد، این اثر خنثی می‌گردد.
این تأثیر که ترتیب تولد برادران (FBO) نامیده می‌شود، یکی از قطعی‌ترین یافته‌ها در این زمینه است و پشتوانهٔ محکمی از شواهد و مدارک فراوان دارد، ولی هنوز سازوکارِ جنینیِ دقیق این تأثیر شناسایی نشده است. با این وجود، تحقیقات نشان می‌دهند که خاستگاه این تأثیر ممکن است ایمنی‌شناختی باشد. به عبارت دیگر،دستگاه ایمنی مادر باردار به ماده‌ای که در تمایز مذکرسازی جنین ضروری است واکنش نشان دهد و این واکنش پس از بارداری هر پسر جدید افزایش می‌یابد. تصور می‌شود که تمایز جنین مذکری که بعد زاده خواهد شد، در نتیجهٔ این تأثیرات ایمنی‌شناختی تغییر خواهد یافت. این روند که فرضیهٔ ایمن‌سازی مادرانه (MIH) نامیده می‌شود، هنگامی آغاز می‌گردد که یاخته‌هایی از جنین مذکر طی بارداری یا هنگام زایمان، وارد جریان خون مادر شوند. این پروتئین‌ها که در ارتباط با کروموزوم Y جنین تولید شده‌اند، به‌علت مؤنث بودن مادر، برای سیستم ایمنی او آشنایی ندارند و این سبب می‌گردد که پادتن‌هایی در بدن مادر ایجاد شود که از سد جفت عبور کرده و وارد جنین نیز می‌شوند. در ادامه، این پادتن‌های ضدِمذکر از سد خونی مغزی عبور کرده و وارد مغز جنین در حال رشد می‌شوند و ساختارهای جنسی دوگانهٔ مغز که در گرایش جنسی تأثیر دارند را تغییر می‌دهند و سبب می‌شوند که پسر مزبور بیش از جنس مخالف به مردان تمایل جنسی داشته باشد.

### عوامل محیطی
طبق مطالعات فراوانی که در نیم‌قرن گذشته انجام شده‌اند، هیچ مدرک محکمی وجود ندارد که نشان دهد تجربیات دوران کودکی، محیط خانواده، تربیت والدین، سوءاستفادهٔ جنسی، یا بروز اتفاقات ناگوار در زندگی شخص، بر گرایش جنسی‌اش تأثیرگذار باشند. بااین‌حال بعضی مطالعات نشان می‌دهند که جنبه‌هایی از طرز بیان امیال جنسی افراد، بنیانی تجربی دارند و طرز برخورد والدین در برابر نوع خاصی از گرایش جنسی می‌تواند بر چگونگی کسب تجربیات و آزمایش‌گری جنسی کودکان چنین والدینی در مورد رفتارهای جنسی مربوط به آن گرایش خاص، تأثیرگذار باشد. به عبارت دیگر، خلق فضایی پذیرنده یا طردکننده در خانواده نسبت به مثلاً همجنس‌گرایی، بر اینکه کودک مزبور دست به آزمایش رفتارهای جنسی همجنس‌گرایانه بزند نسبتاً تأثیرگذار است. این تأثیرگذاری تنها در نحوهٔ بروز رفتارهای جنسی فرزند حاکم است و هیچ نقشی در تعیین یا تغییر گرایش جنسی فرزند خانواده ندارد.

### بیانیه‌های سازمان‌های پزشکی صاحب‌نظر
آکادمی پزشکی اطفال آمریکا در سال ۲۰۰۴ اعلام کرد:
سازوکار شکل‌گیری انواع خاص گرایش جنسی هنوز مشخص نیست، ولی تحقیقات کنونی و بیشتر دانشمندان فعال در این زمینه اعلام می‌کنند که گرایش جنسی افراد انتخاب خودشان نیست. این بدان معناست که افراد انتخاب نمی‌کنند که همجنس‌گرا یا دگرجنس‌گرا باشند. نظریه‌های متعددی دربارهٔ عوامل مؤثر بر گرایش جنسی پیشنهاد شده‌اند. احتمالاً گرایش جنسی تحت‌تاثیر یک عامل نیست و مخلوطی از عوامل ژنتیکی، هورمونی، و محیطی بر آن تأثیر می‌گذارند. در دهه‌های اخیر، نظریاتی که بر پایهٔ عوامل زیست‌شناسانه بودند مقبولیت بیشتری نزد متخصصان دارند. هر چند هنوز منشأ ایجاد تفاوت‌ها در گرایش‌های جنسی انسان‌ها مشخص نشده و محل اختلاف است، اما هیچ مدرک علمی وجود ندارد که تربیت غلط والدین، سوءاستفادهٔ جنسی، یا دیگر اتفاقات مخرب در زندگی شخص بر گرایش جنسی تأثیرگذار باشند. دانش کنونی بر این نظر است که گرایش جنسی معمولاً از اوایل دوران کودکی تثبیت می‌شود.
انجمن روان‌شناسی آمریکا، انجمن روان‌پزشکی آمریکا، و انجمن ملی مددکاران اجتماعی (آمریکا) در سال ۲۰۰۶ اعلام کردند:
در حال حاضر، در جوامع علمی اتفاق‌نظری بر عوامل دقیق ایجادکنندهٔ دگرجنس‌گرایی، همجنس‌گرایی، یا دوجنس‌گرایی در یک شخص وجود ندارد. این عوامل می‌توانند شامل تأثیرات زیست‌شناختی، روانشناختی، یا تأثیرات اجتماعی گرایش جنسی والدین باشند. با این حال مدارک موجود نشان می‌دهند که بخش اعظم مردان و زنان همجنس‌گرا به دست والدینی دگرجنس‌گرا بزرگ شده‌اند، و قسمت اعظم کودکانی که توسط والدین همجنس‌گرا بزرگ می‌شوند در نهایت دگرجنس‌گرا خواهند بود.
کالج سلطنتی روان‌پزشکان (بریتانیا) در سال ۲۰۰۷ اعلام کرد:
علیرغم تقریباً یک قرن گمانه‌زنی‌های روان‌شناسانه و روانکاوانه، هیچ مدرک محکمی وجود ندارد که نشان دهد طرز تربیت والدین یا تجربیات دوران کودکی کوچک‌ترین نقشی در شکل‌گیری بنیان گرایش جنسی همجنس‌گرایانه یا دگرجنس‌گرایانهٔ یک فرد، ایفا کند. به نظر می‌رسد که گرایش جنسی در ذات خود امری زیستی است و توسط برهم‌کنش پیچیدهٔ عوامل ژنتیکی و محیط ابتدایی رحم تبیین می‌گردد؛ بنابراین گرایش جنسی یک انتخاب نیست، هر چند مبرهن است که رفتار جنسی یک انتخاب است.
انجمن روان‌پزشکی آمریکا اعلام کرده است:
هیچ‌کس نمی‌داند که چه عاملی دگرجنس‌گرایی، همجنس‌گرایی، یا دوجنس‌گرایی را ایجاد می‌کند. در گذشته تصور می‌شد همجنس‌گرایی در نتیجهٔ فضای خانوادگی آشفته یا رشد روانی ناقص ایجاد می‌شود. اکنون ثابت شده است که این فرض‌ها بر پایهٔ تبعیض و اطلاعات غلط بوده‌اند.
در یک حکم قانونی مورخ ۲۶ سپتامبر ۲۰۰۷ که از طرف انجمن روان‌شناسان آمریکا، انجمن روان‌شناسان کالیفرنیا، انجمن روان‌پزشکان آمریکا، انجمن ملی مددکاران اجتماعی (آمریکا)، و انجمن ملی مددکاران اجتماعی (شعبهٔ کالیفرنیا) ارائه شده بود، اعلام شده است:
هر چند تحقیقات فراوانی تأثیرات احتمالی ژنتیکی، هورمونی، رشدی، اجتماعی، یا فرهنگی را بر گرایش جنسی بررسی کرده‌اند، هیچ نتیجه‌ای حاصل نشده است که به دانشمندان اجازهٔ این نتیجه‌گیری را بدهد که گرایش جنسی (دگرجنس‌گرایی، همجنس‌گرایی، یا دوجنس‌گرایی) توسط کدام عامل یا عوامل ایجاد می‌شود. برآورد ما این است که هر چند بعضی از این تحقیقات ممکن است در بهبود درک ما از نحوه شکل‌گیری گرایش‌های جنسی مفید باشند، اما در حال حاضر قادر نیستند نتیجه‌ای کاملاً علمی از علت یا علت‌های ایجاد گرایش‌های جنسی (چه دگرجنس‌گرایی، چه همجنس‌گرایی و چه دو جنس‌گرایی) ارائه دهند.

## تلاش برای تغییر گرایش جنسی
تلاش برای تغییر گرایش جنسی معمولاً با هدف تغییر همجنس‌گرایی و تبدیل آن به تمایل به جنس مخالف انجام می‌شود. این تلاش ممکن است با روش‌هایی مانند شگردهای شناخت‌درمانی، رفتاردرمانی شناختی، تبدیل درمانی، شگردهای روان‌کاوی، روش‌های پزشکی، و روش‌های مذهبی و عرفانی اشاره کرد.
تمام سازمان‌های بزرگ و صاحب‌نظر در زمینهٔ سلامت روانی، تلاش برای تغییر گرایش جنسی را غیرمجاز می‌دانند و عملاً تمامی آن‌ها بیانیه‌هایی رسمی منتشر نموده‌اند که در آن متخصصان و آحاد جامعه از درمان‌هایی که ادعای تغییر گرایش جنسی دارند، برحذر شده‌اند. از جملهٔ این سازمان‌ها می‌توان به انجمن روان‌پزشکی آمریکا، انجمن روان‌شناسی آمریکا، انجمن مشاوران آمریکا، انجمن ملی مددکاران اجتماعی در آمریکا، کالج سلطنتی روان‌پزشکان، و جامعهٔ روان‌شناسی استرالیا اشاره کرد.

در سال ۲۰۰۹، کارگروه انجمن روان‌شناسی آمریکا در حوزهٔ واکنش‌های درمانی به گرایش‌های جنسی مطالعهٔ مروری جامعی انجام داد که بررسی‌کنندهٔ مقالات داوری همتا با موضوع تلاش برای تغییر گرایش جنسی (SOCE) در ژورنال‌های علمی بود و این نتیجه را گرفت:
بعید است تلاش در جهت تغییر گرایش جنسی فرد به موفقیت بینجامد، و علی‌رغم ادعاهای طرفداران و فعالان در زمینهٔ تغییر گرایش جنسی (SOCE) موجب آسیب به افراد درگیر می‌شود. هر چند مطالعات و تحقیقات بالینی موجود نشان می‌دهند که احساسات، رفتارها، و تمایلات عاطفی و جنسی همجنس‌گرایانه جنبه‌های متفاوت ولی عادی و مثبتی از جنسیت (با هر هویت جنسی‌ای) در انسان هستند، کارگروه به این نتیجه رسیده است که افرادی که سراغ تغییر گرایش جنسی می‌روند معمولاً عقاید مذهبی محافظه‌کارانه‌ای دارند که منجر می‌شود اقدام به یافتن راهی برای تغییر گرایش جنسی خود بیابند؛ بنابراین روش صحیح انجام مداخلات درمانی مفید برای چنین کسانی، این است که از طرف مشاور مورد پذیرش قرار گیرند، حمایت و درک شوند، و روندهایی از قبیل کنار آمدن فعال با واقعیت، حمایت اجتماعی، جستجو و رشد هویتی برایشان تسهیل گردد، بدون اینکه مستقیماً هویت گرایش جنسی خاصی به ایشان القا شود.
در سال ۲۰۱۲، سازمان بهداشت سراسری قاره آمریکا (که شاخهٔ آمریکای شمالی و جنوبی سازمان بهداشت جهانی است) بیانیه‌ای صادر نمود و در آن نسبت به استفاده از موسساتی که ادعای «درمان» گرایش‌هایی غیر از دگرجنس‌گرایی را دارند هشدار داد، زیرا بنیانی علمی ندارند و برای سلامت و شادکامی افراد مراجعه‌کننده، خطری جدی محسوب می‌شوند و اتفاق‌نظر علمی و تخصصی بین‌المللی بر آن است که همجنس‌گرایی یکی از شاخه‌های عادی و طبیعی جنسیت در انسان‌هاست. سازمان بهداشت سراسری قاره آمریکا در ادامه از حکومت‌ها، موسسات آموزشی، انجمن‌های تخصصی، و رسانه‌ها خواست که دربارهٔ این روش‌های غیردرمانی افشاگری کنند و حامی احترام به تکثر در جامعه شوند. این بخش از سازمان بهداشت جهانی در ادامه اضافه کرد که یافته‌هایی توسط تعداد زیادی از نمایندگان سازمان ملل متحد گزارش داده‌اند که اقلیت‌های همجنس‌گرا گاهی به اجبار و برخلاف میل خود وارد این برنامه‌های به اصطلاح «درمانی» می‌شوند، آزادی خود را از دست می‌دهند و گاهی ماه‌ها در حبس انفرادی به سر می‌برند. به‌علاوه، سازمان بهداشت سراسری قاره آمریکا توصیه می‌کند که چنین خطاهای پزشکی‌ای محکوم شوند و تحت تحریم و مجازات‌های ملی قرار گیرند، زیرا برخلاف اصول اخلاق پزشکی هستند و قوانین حقوق بشر که توسط معاهدات بین‌المللی و منطقه‌ای محافظت می‌شوند را نیز نقض می‌کنند.
انجمن ملی بررسی و درمان همجنس‌گرایی (NARTH) که خود را «سازمانی حرفه‌ای و علمی که امیدبخش کسانی است که با همجنس‌گراییِ ناخواسته درگیرند» معرفی می‌کند، سازمانی است که با موضع جریان اصلی جامعهٔ بهداشت روان در موضوع تبدیل درمانی مخالف است. این سازمان گرایش جنسی را نه مشخصه‌ای دوگانه و تغییرناپذیر، و نه به عنوان یک بیماری، بلکه پیوستاری از نیروهای میل جنسی و تأثیرات عاطفی اعلام می‌کند. انجمن روان‌پزشکی آمریکا و کالج سلطنتی روان‌پزشکان بدون نام بردن از سازمان NARTH اعلام کرده‌اند که ادعاهای درمان یا تغییر گرایش جنسی افراد پشتوانهٔ علمی ندارند و تنها خلق‌کنندهٔ محیطی هستند که در آن تبعیض و پیش‌داوری مجال رشد پیدا می‌کند.

## ارزیابی و سنجش گرایش جنسی
با توجه به تعاریف متفاوت و هنجارهای جنسی قوی‌القا شده در اجتماع، تعیین نوع گرایش جنسی اشخاص با دشواری‌هایی روبرو است.

### الگوهای اولیه برای طبقه‌بندی
یکی از قدیمی‌ترین طرح‌های طبقه‌بندی گرایش‌های جنسی مربوط به کارل هاینریش اولریکس در سال ۱۸۶۰ می‌شود که در جزوه‌هایی که به صورت خصوصی منتشر نمود انجام شد. این طرح طبقه‌بندی که تنها به تشریح تمایلات جنس مذکر می‌پرداخت، آن‌ها را به سه دستهٔ ابتدایی تقسیم کرده بود: دیونینگ، اورنینگ، و اورانو-دیونینگ. در درجهٔ بعد، یک شخص اورنینگ بر حسب میزان حالات رفتاری زنانه به دسته‌های دیگری تقسیم می‌شد. دسته‌های یاد شده را می‌توان مستقیماً با دسته‌بندی کنونی گرایش‌های جنسی، به ترتیب دگرجنس‌گرا، همجنس‌گرا، و دوجنس‌گرا، معادل دانست. در این سری جزوات، اولریکس پرسشنامه‌ای تهیه کرده بود که بر اساس آن بشود تعیین کرد که چه مردی متعلق به دستهٔ اورنینگ است. تعاریف هر کدام از دسته‌هایی که در طبقه‌بندی اولریکس وجود داشتند به شرح زیر است:
- دیونینگ: معادل اصطلاح امروزی «دگرجنس‌گرا»
- اورنینگ: معادل اصطلاح امروزی «همجنس‌گرا»
  - منلینگ: یک اورنینگ با حالات رفتاری مردانه
  - وایبلینگ: یک اورنینگ با حالات رفتاری زنانه
  - زویشن: یک اورنینگ که مخلوطی از حالات رفتاری زنانه و مردانه دارد
  - ویریلایزد: اورنینگی که رفتارهای جنسی یک دیونینگ را نشان می‌دهد (همجنس‌گرایی که در عمل با جنس مخالف رابطهٔ جنسی برقرار می‌کند)
- اورانو-دیونینگ: معادل اصطلاح امروزی «دوجنس‌گرا»

حداقل از اواخر قرن نوزدهم در اروپا، چنین گمانه‌زنی می‌شد که واکنش‌های جنسی انسان بیش از آن که قابل جداسازی در چند دستهٔ جداگانه باشند، بیشتر شبیه یک طبف به هم پیوسته هستند. سکس‌شناس برلینی، ماگنوس هیرشفلد در سال ۱۸۹۶ طرحی منتشر کرد که قدرت میل جنسی یک فرد را در دو شاخص مستقل ۱۰ درجه‌ای، یکی A (درجهٔ همجنس‌گرایی) و دیگری B (درجهٔ دگرجنس‌گرایی) اندازه‌گیری می‌کرد. یک شخص دگرجنس‌گرا ممکن بود A0 و B5، یک همجنس‌گرا A5 و B0، یک بی‌جنس‌گرا A0 و B0، و کسی که تمایل قدرتمندی به هر دو جنس دارد می‌توانست A9 و B9 باشد.

### مقیاس کینزی
مقیاس کینزی، که مقیاس سنجش دگرجنس‌گرایی-همجنس‌گرایی نیز نامیده می‌شود، اولین بار در سال ۱۹۴۸ در کتاب رفتار جنسی در انسان مذکر نوشتهٔ آلفرد کینزی، واردل پومروی، و کلاید مارتین منتشر شد و سپس در رفتار جنسی در انسان مؤنث (۱۹۵۳) نیز به‌کار رفت. در آن زمان تصور عام بر آن بود که مردم یا دگرجنس‌گرا یا همجنس‌گرا هستند و این دو مشخصه در دنیای جنسیت با هم ضدیت دارند، و مقیاس کینزی برای مبارزه با این تصور شکل گرفت. کینزی و همکاران، با در نظر گرفتن اینکه قسمت بزرگی از جامعه به‌طور کامل دگرجنس‌گرا یا همجنس‌گرا نیستند و اشخاص می‌توانند رفتارها و واکنش‌های روانی همجنس‌گرایانه و دگرجنس‌گرایانه را همراه با هم و به‌طور مشترک تجربه کنند، اعلام کرد:
مردان به دو دستهٔ کاملاً جدای دگرجنس‌گرا و همجنس‌گرا تقسیم نمی‌شوند. دنیا به دو دستهٔ گوسفندان و بزها تقسیم نمی‌شود. همه‌چیز سیاه و همه‌چیز سفید نیست… جهان موجودات زنده در تمام جنبه‌های خود طیفی پیوسته است. هر چه زودتر به این نکته در مورد رفتارهای جنسی انسان پی ببریم، رسیدن به درک صحیحی از واقعیت‌های مربوط به جنسیت نیز برایمان ساده‌تر خواهد شد. (کینزی و همکاران. ۱۹۴۸، صفحه 639)
مقیاس کینزی بر اساس میزان نسبی واکنش‌های روانی یا تجربیات دگرجنس‌گرایانه یا همجنس‌گرایانه در هر زمان مشخص از گذشتهٔ فرد، نوعی طبقه‌بندی از گرایش‌های جنسی ارائه می‌دهد. عملکرد این الگوی طبقه‌بندی این‌گونه است که افرادی که در دستهٔ خاصی قرار می‌گیرند، سوابق یکسانی از مؤلفه‌های دگرجنس‌گرایانه و همجنس‌گرایانه در گذشتهٔ خود نشان می‌دهند. محل قرارگیری بر روی مقیاس، بیش از اینکه مقدار حقیقی تجربیات آشکار یا واکنش‌های روانی باشد، نسبت دگرجنس‌گرایی به همجنس‌گرایی در پیشینهٔ فرد است. یک شخص می‌تواند بر اساس تعاریف زیر در هر کدام از نقطه‌های مقیاس قرار گیرد:
| درجه‌بندی | توضیح |
| -------- | --- |
| ۰        | دگرجنس‌گرای انحصاری. شخص هیچ تماس فیزیکی که منجر به برانگیختگی جنسی یا ارگاسم شود با همجنس خود برقرار نمی‌کند، و هیچ واکنش روانی به اشخاص همجنس خود نشان نمی‌دهد.                                                              |
| ۱        | دگرجنس‌گرای غالب/همجنس‌گرای نادر. شخص به ندرت تماس همجنس‌گرایانه‌ای که شامل واکنش‌های فیزیکی یا روانی شود برقرار می‌کند، یا واکنش روانی یا واکنش‌های روانی نادری بدون برقراری تماس فیزیکی در او رخ می‌دهد.                          |
| ۲        | دگرجنس‌گرای غالب و گاهی همجنس‌گرا. تجربیات همجنس‌گرایانهٔ شخص بیشتر از اتفاقاتی نادر است و/یا شخص به‌طور نسبتاً قطعی به محرک‌های همجنس‌گرایانه واکنش نشان می‌دهد.                                                                    |
| ۳        | به‌طور مساوی دگرجنس‌گرا و همجنس‌گرا. شخص در تجربیات یا واکنش‌های روانی‌اش به مقدار مساوی دگرجنس‌گرا و همجنس‌گرا است. |
| ۴        | همجنس‌گرای غالب و گاهی دگرجنس‌گرا. شخص فعالیت‌ها و/یا واکنش‌های روانی همجنس‌گرایانهٔ واضح دارد و در عین‌حال فعالیت‌های دگرجنس‌گرایانه‌ای نیز به‌طور نسبی برقرار می‌کند و/یا به‌طور نسبتاً قطعی به محرک‌های دگرجنس‌گرایانه واکنش نشان می‌دهد. |
| ۵        | همجنس‌گرای غالب/دگرجنس‌گرای نادر. شخص در فعالیت‌ها یا واکنش‌هایش تقریباً به‌طور کامل همجنس‌گراست. |
| ۶        | همجنس‌گرای انحصاری. شخص چه از جنبهٔ فعالیت‌های آشکار و چه از جنبهٔ واکنش‌های روانی‌اش منحصراً همجنس‌گراست. |

مقیاس کینزی به خاطر کنارزدن تقسیم‌بندی دو کفه‌ای گرایش جنسی و بازگشایی چشم‌اندازی جدید به جنسیت در انسان ستوده شده است. با این حال، این مقیاس نیز از این نظر که واقعاً نمایان‌گر یک طیف پیوسته نیست مورد انتقاد قرار گرفته است. علی‌رغم اینکه وجود هفت دسته در مقایسه با دسته‌بندی دوتایی منجر به توضیح دقیق‌تری از گرایش جنسی می‌شود، همچنان برآورد اینکه یک شخص باید در کدام یک از دسته‌ها گنجانده شود مشکل است. مسترز و جانسون در مطالعهٔ بزرگی که واکنش جنسی همجنس‌گرایان مذکر و مؤنث را مقایسه می‌کرد به دشواری نسبت دادن درجه‌بندی‌های کینزی به شرکت‌کنندگان در مطالعه اشاره کردند. خصوصاً تعیین‌کردن مقدار نسبی تجربیات همجنس‌گرایانه یا دگرجنس‌گرایانه در پیشینهٔ شخص هنگام استفاده از مقیاس کینزی، دشوار بود. در گزارش آن‌ها آمده است که نسبت دادن درجه‌بندی‌های ۲ تا ۴ برای اشخاصی که تجربیات همجنس‌گرایانه و دگرجنس‌گرایانهٔ فراوان داشته‌اند کار مشکلی است. هنگامی‌که در پیشینهٔ فرد تجربیات دگرجنس‌گرایانه و همجنس‌گرایانهٔ فراوانی وجود داشته باشد، برای فرد دشوار خواهد بود که در برآورد مقدار نسبی هر کدام از این تجربیات کاملاً بی‌طرفانه نظر دهد.
ویانریش و همکاران نیز این مقیاس را مورد نقد قرار دادند زیرا اشخاصِ متفاوت با هم را به علت ابعاد متفاوتی از جنسیتشان در یک دسته می‌گنجاند. در مقیاس کینزی، دو جنبه از گرایش جنسی در نظر گرفته می‌شود: یکی تجربیات واضح جنسی، و دیگری واکنش‌های روانی جنسی. با در هم آمیختن این دو امتیاز با یکدیگر و به دست آوردن نمره‌ای نهایی، اطلاعات ارزشمندی از بین می‌رفت. شخصی که بروز واکنش‌های همجنس‌گرایانه در او غالب است با فردی که واکنش‌های روانی نسبتاً کمی از خود نشان می‌دهد ولی تجربیات جنسی فراوانی با همجنس خود دارد متفاوت است. اندازه‌گیری و گزارش مقادیر این دو جنبه به صورت جداگانه می‌توانست برای کینزی بسیار ساده باشد و از دست رفتن اطلاعات نیز رخ نمی‌داد. به‌علاوه، سنجش جنسیت، ابعادی فراتر از همین دو جنبهٔ یاد شده دارد. به جز رفتار و واکنش‌ها، می‌توان کشش جنسی، هویت، سبک زندگی و غیره را نیز دخیل دانست که در مقیاس کینزی نادیده گرفته شده‌اند. این مسئله در جدول گرایش جنسی کلاین رفع شده است.
سومین ایراد مقیاس کینزی این است که همجنس‌گرایی و دگرجنس‌گرایی را به طرز نامناسبی بر یک مقیاس اندازه می‌گیرد، به‌طوری‌که باعث می‌شود بین این دو رابطه‌ای معکوس برقرار شده و آوردن امتیاز در یکی منجر به کاهش امتیاز در دیگری شود. مطالعاتی که در دههٔ ۷۰ میلادی بر روی مردانگی و زنانگی انجام شد نشان داد که بهتر است مفاهیم مردانگی و زنانگی را بر دو مقیاس جداگانه اندازه‌گیری نمود تا اینکه آن‌ها را دو حد انتهای یک طیف پیوسته و مشترک دانست. هنگامی که این دو مشخصه بر روی یک مقیاس سنجیده شوند بر یکدیگر اثر معکوس می‌گذارند، یعنی برای اینکه کسی زنانه‌تر باشد باید از مردانگی‌اش کاسته شود و برعکس. با این حال، اگر آن‌ها دو جنبهٔ جدا از هم در نظر گرفته شوند، یک شخص می‌تواند به‌طور همزمان، بسیار زنانه و بسیار مردانه باشد. ب‌همین‌صورت، در صورتی که همجنس‌گرایی و دگرجنس‌گرایی بر مقیاس‌های جداگانه‌ای قرار داده شوند یک نفر می‌تواند به صورت هم‌زمان بسیار دگرجنس‌گرا و بسیار همجنس‌گرا، یا فاقد هر دوی اینها باشد. برخلاف مقیاس کینزی که بین دگرجنس‌گرا بودن و همجنس‌گرا بودن همواره تعادلی ایجاد می‌کرد، درصورتی که این دو مشخصه جداگانه اندازه‌گیری شوند، درجهٔ دگرجنس‌گرایی و همجنس‌گرایی می‌تواند به صورت مستقل از هم اندازه‌گیری شود.

### جدول گرایش جنسی کلاین
در پاسخ به این انتقاد که مقیاس کینزی تنها دو بعد از جنبه‌های گرایش جنسی را می‌سنجد، فریتز کلاین جدول گرایش جنسی کلاین (KSOG) را ایجاد کرد که مقیاسی چندبُعدی برای تشریح گرایش جنسی است. جدول KSOG که برای اولین بار در کتاب کلاین به نام گزینهٔ دوجنس‌گرا (۱۹۷۸) معرفی شد، مقیاسی ۷ درجه‌ای است که هفت بُعدِ متفاوت از جنسیت را در سه جایگاه مختلف از زندگی شخص می‌سنجد که عبارتند از: گذشته (از ابتدای بلوغ تا یک سال پیش)، حال (طی ۱۲ ماه گذشته)، و ایدئال (یعنی اگر انتخاب با خود شخص بود چه چیزی را انتخاب می‌کرد). جدول گرایش جنسی کلاین برای دسته‌بندی گرایش‌های جنسی از ۲۱ پارامتر استفاده می‌کند.

### معیار سل برای سنجش گرایش جنسی
معیار سل برای سنجش گرایش جنسی (SASO) برای برطرف‌سازی ایرادهای بزرگ مقیاس کینزی و جدول گرایش جنسی کلاین ایجاد شد و به‌همین‌دلیل، گرایش جنسی را به صورت یک طیف به حساب می‌آورد، جنبه‌های مختلفی از ابعاد گرایش جنسی را در نظر می‌گیرد، و دگرجنس‌گرایی و همجنس‌گرایی را به‌طور جداگانه می‌سنجد. معیار سل بیش از اینکه بخواهد پاسخی نهایی به مشکل اندازه‌گیری گرایش جنسی باشد، با این هدف ساخته شد که مهیاکنندهٔ بستری برای مباحثه و گفتمان بر سر سنجش گرایش جنسی شود.
معیار سل از ۱۲ سؤال تشکیل شده است. از این تعداد ۶ سؤال به کشش جنسی، ۴ سؤال به رفتارهای جنسی، و ۲ سؤال به هویت جنسی می‌پردازند. در برابر هر سؤال که همجنس‌گرایی فرد را اندازه می‌گیرد، سؤال معادلی نیز وجود دارد که همان موارد را از نظر دگرجنس‌گرایی می‌سنجد و بنابراین ۶ سؤال اضافه می‌شود. این ۶ جفت سؤال و جواب در کنار هم قرار داده می‌شوند و نمایی از گرایش جنسی فرد ایجاد می‌کنند. به علاوه نتایج را می‌توان در چهار دستهٔ ساده‌تر خلاصه کرد که به‌طور خاص مستقیماً به همجنس‌گرایی، دگرجنس‌گرایی، دوجنس‌گرایی، یا بی‌جنس‌گرایی اشاره می‌کنند.
سل در میان تمام سوال‌های مقیاسش آن‌ها که کشش جنسی را اندازه می‌گرفتند از همه مهم‌تر می‌دانست. طبق تعریف سل، کشش جنسی «میزان جذابیت جنسی همجنس، جنس مخالف، هر دو جنس، یا هیچ‌کدام، برای یک نفر» است و از نظر سل میزان کشش جنسی خیلی بهتر از رفتارهای جنسی یا هویت جنسی می‌توانست گرایش جنسی یک شخص را انعکاس دهد. در معیار سل، هویت و رفتار نیز به عنوان اطلاعات الحاقی اندازه‌گیری می‌شوند زیرا هر دو ارتباط نزدیکی با کشش جنسی و گرایش جنسی دارند. هنوز انتقاد بزرگی بر معیار سل وارد نشده است، اما میزان صحت و قابل اعتماد بودن آن هنوز به‌طور کامل در بوتهٔ آزمایش قرار نگرفته است.